# SCMU Craiova (piłka siatkowa)
SCM Universitatea Craiova (w skrócie SCMU Craiova lub SCM „U” Craiova) – rumuński zespół siatkarski z siedzibą w Krajowej, założony w 2006 roku jako jedna z sekcji w ramach miejskiego klubu sportowego – SCM Craiova. Mistrz Rumunii (2016) i zdobywca Pucharu Rumunii (2023). Wielokrotny medalista mistrzostw Rumunii i uczestnik europejskich pucharów.
W najwyższej klasie rozgrywkowej – Divizii A1 – zadebiutował w sezonie 2009/2010. Od tego czasu występuje w niej nieprzerwanie. W sezonie 2013/2014 po raz pierwszy uczestniczył w europejskich pucharach, biorąc udział w Pucharze CEV. W sezonie 2016/2017 jako mistrz Rumunii wystartował w Lidze Mistrzów.
Swoje mecze domowe rozgrywa w hali widowiskowo-sportowej (rum. Sala Polivalentă) w Krajowej.

## Historia
Sport Club Municipal Craiova (SCM Craiova) został utworzony 31 października 2006 roku na mocy uchwały Rady Miejskiej Krajowej  (rum. Consiliul Local Craiova). W strukturach klubu powstały trzy sekcje sportów zespołowych obejmujące pięć drużyn: koszykówki kobiet i mężczyzn, piłki siatkowej kobiet i mężczyzn oraz piłki ręcznej kobiet.
Część sekcji, w tym drużyna siatkówki, funkcjonowała wcześniej w ramach CS Universitatea Craiova. 18 kwietnia 2007 roku oba kluby podpisały umowę stowarzyszeniową. W celu podkreślenia współpracy drużyny, które działały w strukturach CS Universitatea Craiova, przyjęły nazwę SCM Universitatea Craiova (SCMU Craiova).
W sezonie 2007/2008 wszystkie zespoły zostały zgłoszone do drugiego poziomu rozgrywkowego w swoich dyscyplinach. Męska drużyna siatkarska występowała w grupie zachodniej Divizii A2, w której zajęła 2. miejsce. W następnym sezonie zwyciężyła w grupie wschodniej Divizii A2 i awansowała do najwyższej klasy rozgrywkowej – Divizii A1. W trzech pierwszych sezonach na tym szczeblu zespół kończył rywalizację kolejno na 10., 9. i 7. miejscu.
Przełomowy w historii SCMU Craiova był sezon 2012/2013, kiedy drużyna zdobyła wicemistrzostwo Rumunii i po raz pierwszy zakwalifikowała się do europejskich pucharów. W Pucharze CEV w sezonie 2013/2014 dotarła do 1/8 finału. Od tego czasu regularnie plasowała się w czołówce mistrzostw Rumunii, w tym na pozycjach medalowych. W sezonie 2015/2016 została mistrzem Rumunii, a w sezonie 2022/2023 zdobyła krajowy puchar. W sezonie 2016/2017 zadebiutowała w Lidze Mistrzów.
Od początku istnienia zespołu jego głównym trenerem jest Dănuț Pascu.

## Osiągnięcia
- Mistrzostwa Rumunii
  -  1. miejsce (1x): 2016
  -  2. miejsce (3x): 2013, 2017, 2020
  -  3. miejsce (6x): 2015, 2019, 2021, 2022, 2023, 2025
- Puchar Rumunii
  -  1. miejsce (1x): 2023
  -  2. miejsce (1x): 2021
- Superpuchar Rumunii
  -  2. miejsce (1x): 2023

## Bilans sezonów
| Sezon                                                  | Rozgrywki ligowe  | Rozgrywki ligowe | Puchar      |
| Sezon                                                  | Poziom            | Miejsce          | Puchar      |
| ------------------------------------------------------ | ----------------- | ---------------- | ----------- |
| 2007/2008                                              | Divizia A2 (Vest) | 2/8              | —           |
| 2008/2009                                              | Divizia A2 (Est)  | 1/8              | —           |
| 2009/2010                                              | Divizia A1        | 10/12            | ćwierćfinał |
| 2010/2011                                              | Divizia A1        | 9/12             | 1/8 finału  |
| 2011/2012                                              | Divizia A1        | 7/12             | półfinał    |
| 2012/2013                                              | Divizia A1        | 2/11             | ćwierćfinał |
| 2013/2014                                              | Divizia A1        | 4/11             | ćwierćfinał |
| 2014/2015                                              | Divizia A1        | 3/12             | półfinał    |
| 2015/2016                                              | Divizia A1        | 1/12             | ćwierćfinał |
| 2016/2017                                              | Divizia A1        | 2/12             | półfinał    |
| 2017/2018                                              | Divizia A1        | 6/12             | półfinał    |
| 2018/2019                                              | Divizia A1        | 3/11             | 1/8 finału  |
| 2019/2020                                              | Divizia A1        | 2/10             | —           |
| 2020/2021                                              | Divizia A1        | 3/11             | finał       |
| 2021/2022                                              | Divizia A1        | 3/12             | półfinał    |
| 2022/2023                                              | Divizia A1        | 3/12             | 1. miejsce  |
| 2023/2024                                              | Divizia A1        | 8/12             | ćwierćfinał |
| 2024/2025                                              | Divizia A1        | 3/11             | półfinał    |
| Legenda: pierwszy poziom drugi poziom — – brak udziału |                   |                  |             |

Źródło: 

## Udział w europejskich pucharach
| Sezon     | Rozgrywki        | Osiągnięcie  |
| --------- | ---------------- | ------------ |
| 2013/2014 | Puchar CEV       | 1/8 finału   |
| 2014/2015 | Puchar CEV       | ćwierćfinał  |
| 2015/2016 | Puchar CEV       | 1/8 finału   |
| 2016/2017 | Liga Mistrzów    | faza grupowa |
| 2017/2018 | Puchar CEV       | 1/16 finału  |
| 2019/2020 | Puchar Challenge | 1/16 finału  |
| 2022/2023 | Puchar CEV       | 1/16 finału  |
| 2023/2024 | Puchar CEV       | 1/8 finału   |
| 2025/2026 | Puchar CEV       |              |
| Źródło:   |                  |              |